# Corneilla-del-Vercol
Corneilla-del-Vercol – miejscowość i gmina we Francji, w regionie Oksytania, w departamencie Pireneje Wschodnie.
Według danych na rok 1990 gminę zamieszkiwało 1450 osób, a gęstość zaludnienia wynosiła 267 osób/km² (wśród 1545 gmin Langwedocji-Roussillon Corneilla-del-Vercol plasuje się na 255. miejscu pod względem liczby ludności, natomiast pod względem powierzchni na miejscu 991.).

## Populacja

Populacja Corneilla-del-Vercol w latach 1962–2008